# 名古屋臨海鉄道ND60形ディーゼル機関車

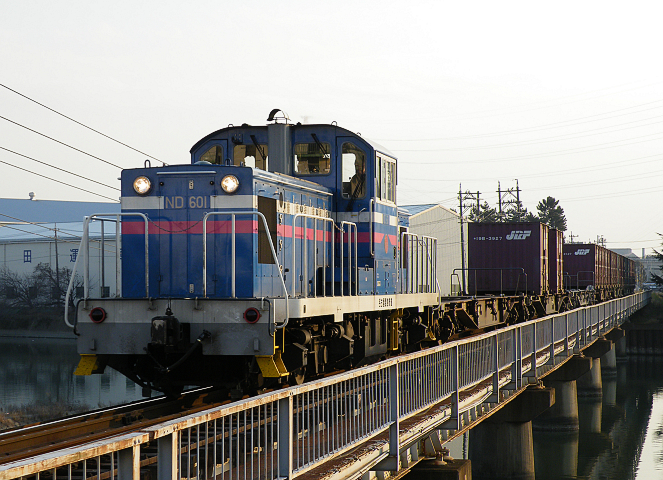
貨物列車を牽引するND60 1（2008年12月）

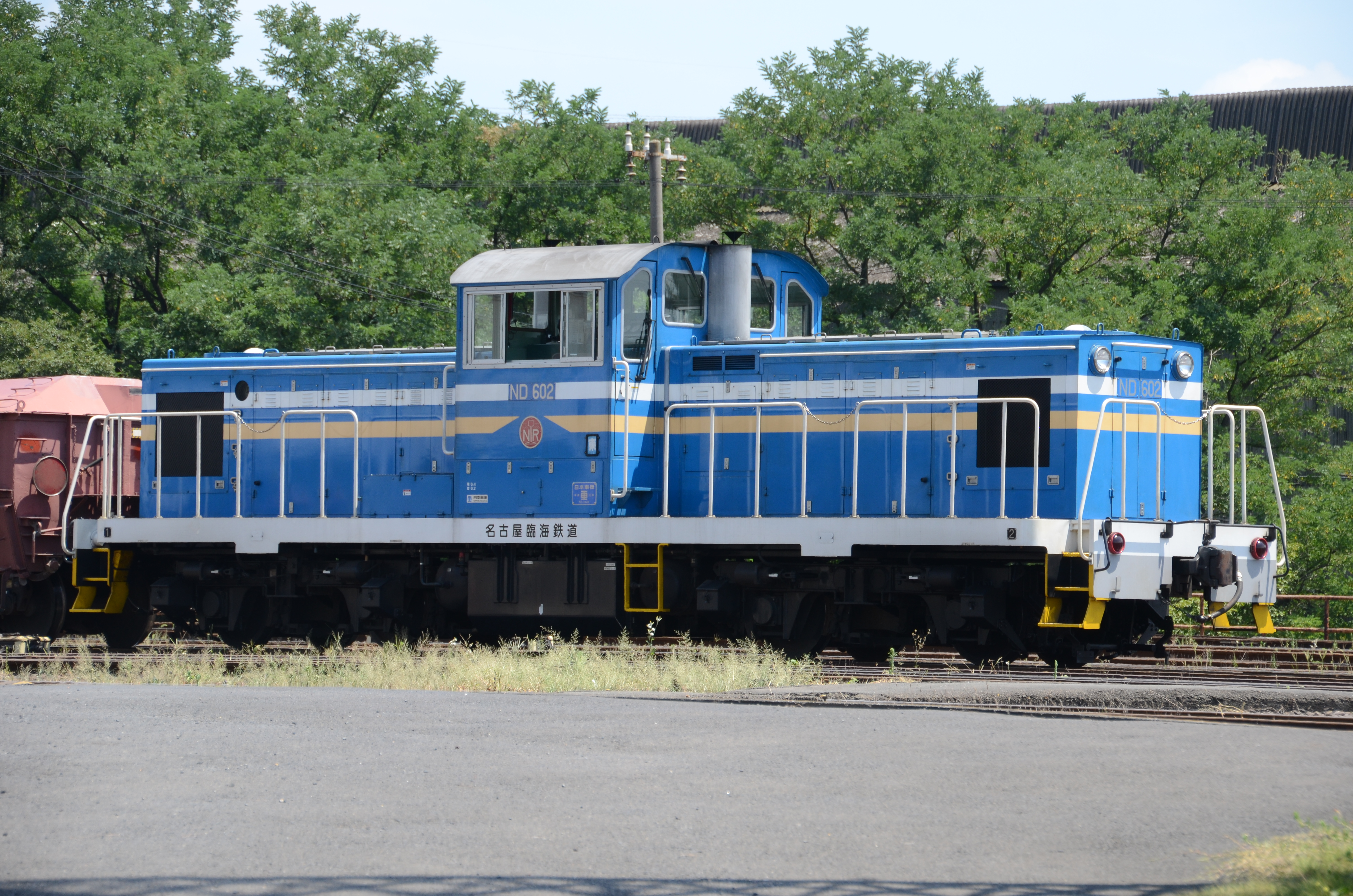
ND60 2（2011年8月）

名古屋臨海鉄道ND60形ディーゼル機関車（なごやりんかいてつどうエヌディー60がたディーゼルきかんしゃ）は、名古屋臨海鉄道が保有するディーゼル機関車である。
名古屋港東部の工業地帯に貨物専業の鉄道路線を持つ名古屋臨海鉄道が、自社線の運行に使用するために所有する。2008年（平成20年）に1号機 (ND60 1) が登場、2012年（平成24年）4月時点では1号機と2号機 (ND60 2) の2両が在籍する。

## 略歴
1号機は2008年3月6日に落成した。同年3月15日のJRダイヤ改正でトヨタ・ロングパス・エクスプレスが増発されるのに対応するためである。続いて2010年（平成22年）5月27日には2号機が落成した。2両ともメーカーは日本車輌製造である。
導入の背景には、国鉄DD13形タイプで1965年（昭和40年）の名古屋臨海鉄道開業時からの形式であるND552形ディーゼル機関車が、経年によりメンテナンス用部品の確保が困難になりつつあることも挙げられる。DD13形タイプの在来車淘汰を目的とする車両という点で共通する京葉臨海鉄道KD60形、鹿島臨海鉄道KRD64形、神奈川臨海鉄道DD60形とは、導入目的のほかにもデザインに共通点が多い。

## 車体・主要機器
車体中央部に運転室（キャブ）を配置するセンターキャブ機である。最大寸法は長さ13,600mm、幅2,860mm、高さ3,849mm、自重は60.0トン。車体塗装は青を基本に2本の帯を巻く。帯の色は1本は白で、その下の帯は1号機が紅色、2号機がクリーム色となっている。1号機と2号機は帯色のほかにも、煙管排気口に取り付けられている雨水除けの形状が異なる。
560psのエンジンを2基搭載。メンテナンス部品の確保が容易な汎用型量産エンジンを用いている。その他の機器類にもメンテナンスフリー化が図られた。台車はYL600B形である。